# Abisara semicaeca
Abisara semicaeca är en fjärilsart som beskrevs av Riley 1932. Abisara semicaeca ingår i släktet Abisara och familjen Riodinidae. Inga underarter finns listade i Catalogue of Life.